# Edmund Fischer
Pour les articles homonymes, voir Fischer.
Georg Edmund Fischer (né le 9 janvier 1864 à Darmstadt et mort le 11 juin 1925 à Dresde) est un sculpteur sur bois, éditeur et député du Reichstag.

## Biographie
Fischer étudie à l'école primaire catholique de 1870 à 1873 et au collège de Darmstadt jusqu'en 1878. Il apprend ensuite à travailler comme sculpteur sur bois à Hornberg jusqu'en 1881. Il travaille comme sculpteur sur bois pendant ses années de voyages dans l'Empire allemand, en France et aux Pays-Bas et pendant ce temps adhère également au syndicat et au SPD. En 1890, il est cofondateur du SPD à Francfort-sur-le-Main. De 1892 à 1893, il est rédacteur en chef du Volksstimme (de) à Francfort-sur-le-Main et de 1893 à 1898 rédacteur en chef du Sächsischen Arbeiterzeitung de Dresde. Entre 1898 et 1908, il est rédacteur en chef du Der arme Teufel aus der Oberlausitz. Fischer est également un adversaire du programme d'Erfurt du SPD. De 1905 à 1912, il est membre du conseil à Briesnitz. De 1905 à 1907, Fischer est un employé passionné de la revue Die neue Gesellschaft, publiée par Heinrich Braun et Lily Braun, hebdomadaire socialiste (Verlag der Neue Gesellschaft Berlin). De 1914 à 1922, il est employé permanent du Sozialistische Monatshefte (de) et délégué des congrès du parti SPD de 1895 à 1916. En 1915, il est également employé du journal Die Neue Zeit.
De 1898 à 1907 et de 1912 à 1918, il est député du Reichstag pour la 1re circonscription du Royaume de Saxe (Zittau) avec le SPD . En 1919, il est nommé au ministère saxon de l'Intérieur pour préparer une réforme globale de la communauté. En 1922, il devient directeur de l'Office d'État pour l'économie communautaire de Saxe et en 1924 conseiller municipal de Dresde. Il se suicide à cause d'une maladie grave.

## Travaux
- Die Landtagswahlen in Sachsen. In: Die Neue Zeit. Revue des geistigen und öffentlichen Lebens. 13. Jg. (1894–1950, 1. Band (1895), Heft 12, S. 376–379. FES)
- Die neueste Revision unserer Theorie und Taktik. In: Socialistische Monatshefte. 10 (1904), Heft 4, S. 291–299. FES
- Die Frauenfrage. In: Sozialistische Monatshefte, 11 (1905), Heft 3, S. 258–266. FES
- Franz Josef Ehrhart (de). In: Sozialistische Monatshefte, 14 (1908), Heft 18/19, S. 1191–1195. FES
- Frauenarbeit und Familie. Julius Springer, Berlin 1914. Digitalisat
- Neuere Literatur über die Lage der Arbeiter. Julius Springer, Berlin 1912. (Annalen für Soziale Politik und Gesetzgebung. Sonderabdruck aus 2. Band, 3. und 4. Heft)
- Der Reformismus und die Krise in der Sozialdemokratie. In: Die Neue Zeit. Wochenschrift der deutschen Sozialdemokratie. 34. Jg. (1915–1916), 1. Band (1915), Heft 7, S. 204–210. FES
- Sozialdemokratie und Staat. In: Die Neue Zeit. Wochenschrift der deutschen Sozialdemokratie. 34. Jg. (1915–1916), 1. Band (1915), Heft 12, S. 372–377. FES
- Das politische Ideal und die praktische Politik. In: Die Neue Zeit. Wochenschrift der deutschen Sozialdemokratie. 34. Jg. (1915–1916), 1. Band (1915), Heft 13, S. 400–402. FES
- Das sozialistische Werden, Die Tendenzen der wirtschaftlichen und sozialen Entwicklung. Veit und Comp., Leipzig 1918. Digitalisat
- Zu Eduard Bernsteins 70. Geburtstag. In: Sozialistische Monatshefte. 25 (1919), Heft 16, S. 1191–1195. FES
- Demokratie. Verlag für Kulturpolitik, München/Berlin, 1919. (= Die soziale Revolution. Politische Bibliothek)
- Sozialismus und Beamtenstaat. Vorwärts, Berlin 1919.
- Die gemeinwirtschaftliche Regelung der Milchversorgung. v. Zahn & Jaensch, Dresden, 1919. (= Veröffentlichungen der sächs. Landesstelle für Gemeinwirtschaft, Heft III), Digitalisat
- Die Reform der Gemeinde-Gesetzgebung. Zwei Vorträge gehalten am 7. Nov. 1919 im Dresdner Rathause vor geladenen Vertretern der Sächsischen Staatsregierung und der Stadtverwaltung. Kaden, Dresden 1920.
- Die Reform der Gemeindegesetzgebung in Sachsen. Kaden, Dresden 1920. MDZ Reader
- Die Sozialisierung der Wasserwirtschaft in Sachsen. v. Zahn & Jaensch, Dresden 1920. (= Veröffentlichungen der sächsischen Landesstelle für Gemeinwirtschaft, Heft 7)
- Die Entwicklung der Gemeinwirtschaft in Sachsen. v. Zahn & Jaensch, Dresden 1920. (= Veröffentlichungen der sächs. Landesstelle für Gemeinwirtschaft, Heft 10),
- Edmund Fischer, Kurt Bärbig (de): Die Sozialisierung des Bestattungswesens. v. Zahn & Jaensch, Dresden 1921. (=Veröffentlichungen der sächs. Landesstelle für Gemeinwirtschaft, Heft XVI.)
- Die Sozialisierung des Wohnwesens und der Baustoffproduktion. v. Zahn & Jaensch, Dresden 1921. (= Veröffentlichungen der sächsischen Landesstelle für Gemeinwirtschaft, Heft 12)